# Battaglia di Pablo Pérez
La battaglia di Pablo Pérez o battaglia di Pablo Páez fu uno scontro armato combattuto il 6 dicembre 1816 nel contesto dell'invasione luso-brasiliana della Banda Oriental. Vi si scontrarono una divisione dell'esercito del Regno Unito di Portogallo, Brasile e Algarve, comandata dal maresciallo di campo Bernardo da Silveira, contro le milizie orientali a difesa del territorio, guidate da Fernando Otorgués.
La battaglia fu combattuta nei pressi del torrente Pablo Pérez, nel dipartimento di Cerro Largo, attuale Uruguay. Grazie ad un'inaspettata carica di Otorgués le truppe orientali riuscirono a riportare la vittoria, respingendo le truppe luso-brasiliane.

## Antefatti
Il piano luso-brasiliano di invasione della Banda Oriental prevedeva la divisione dell'esercito in tre distinte colonne. La più numerosa, guidata dallo stesso Lecor, avrebbe dovuto avanzare lungo la costa atlantica, mentre quella del generale Curado avrebbe dovuto rimanere a nord del Río Negro; la terza colonna, affidata al maresciallo di campo Bernardo da Silveira, avrebbe dovuto muoversi in mezzo alle altre due, badando soprattutto a proteggere il fianco destro della divisione principale. L'obbiettivo iniziale di Silveira, la città di Paysandú, fu modificato da Lecor, che ordinò alla colonna di marciare su Montevideo.
Silveira invase il territorio orientale, ma si trovò presto in difficoltà per la mancanza di cavalli. Il 9 novembre 1816 attraversò il Río Yaguarón e invase il territorio di Cerro Largo, dove lo aspettava il comandante orientale Fernando Otorgués, che aveva dislocato alcune pattuglie nella zona. Un primo scontro tra pattuglie in perlustrazione si risolse con la vittoria luso-brasiliana e la cattura di 14 prigionieri orientali.
Con l'intento di trovare il nemico, Silveira compose un corpo d'avanguardia con due compagnie portoghesi di cavalleria, mezzo squadrone di milizie riograndensi e altri combattenti irregolari, ponendolo agli ordini del tenente colonnello Manuel Antonio Recanha.

## La battaglia
Il 6 dicembre 1816 l'avanguardia luso-brasiliana attaccò Fernando Otorgués, che, in inferiorità numerica, si ritirò fino a raggiungere il torrente Pablo Pérez; qui il comandante orientale, accortosi della stanchezza dei cavalli usati dai nemici e della distanza tra l'avanguardia e il corpo principale della colonna, fece voltare le sue truppe e guidò di persona l'attacco.
Lo scontro lasciò sul campo 40 morti nelle file luso-brasiliane; le truppe orientali subirono la perdita di 14 feriti e 9 morti.

## Conseguenze
Dopo la sconfitta, Silveira si ritirò nei pascoli di Casupá, dove rimase una decina di giorni, convinto che la posizione gli fornisse un buon vantaggio strategico; contemporaneamente cercò di mettersi in contatto con la colonna principale dell'esercito luso-brasiliano. Alle truppe di Otorgués si unirono quelle di Fructuoso Rivera, e insieme marciarono contro la colonna di Silveira; i dissapori tra i due comandanti orientali, però, fecero fallire il piano di costringere il nemico ad una battaglia decisiva. Otorgués si ritirò verso il fiume Yí, mentre Rivera mandò una sua avanguardia, guidata da Juan Antonio Lavalleja, a compiere continue azioni di disturbo contro i luso-brasiliani.
Il 4 gennaio 1817 Silveira, che aveva abbandonato la sua posizione per l'impossibilità di contattare Lecor, entrò a Minas, dove rimase 8 giorni, circondato dalle truppe di Rivera; a metà del mese riuscì a raggiungere Pan de Azúcar, dove si unì alla colonna di Lecor per lanciarsi su Montevideo.